# Arabacılar, Daday
Arabacılar là một xã thuộc huyện Daday, tỉnh Kastamonu, Thổ Nhĩ Kỳ. Dân số thời điểm năm 2008 là 89 người.